# William Carter (Märtyrer)
William Carter (* 1544 oder 1548 in London; † 11. Januar 1584 durch Hinrichtung in Tyburn) war ein englischer Herausgeber, Drucker und gilt als katholischer Märtyrer.

## Leben
Er wurde in London als Sohn des Tuchhändlers John Carter und seiner Frau Agnes geboren. Ab Februar 1562 ging er für zehn Jahre zu John Cawood (1514-1572), dem Drucker der Königin, in die Lehre und war danach als Sekretär bei Nicholas Harpsfield (1519–1575), dem letzten Katholischen Erzdiakon von Canterbury, tätig. Nach dessen Tode heiratete er und richtete eine Druckerei in Tower Hill ein.
Neben anderen katholischen Büchern druckte er 1580 eine neue Auflage (1000 Kopien) von Gregory Martins "A Treatise of Schism". Er war bereits vom 23. September bis 28. Oktober 1578 einmal verhaftet und in das Gatehouse gebracht worden, bevor er 1582 in das Poultry Gefängnis und das Tower-Gefängnis gebracht wurde. Nach Folterung im Gefängnis Old Bailey wurde er am 10. Januar 1584 zum Tode verurteilt, wegen des Drucks von Martins Buch, in welchem ein Absatz die Zuversicht ausdrückte, dass die Katholische Hoffnung triumphieren würde und die fromme „Judith“ „Holofernes“ umbringen würde. Dies wurde als eine Anklage aufgefasst, Königin Elisabeth I. umzubringen. Wegen Hochverrats wurde er hingerichtet.